# Parachunroides wandae
Parachunroides wandae är en insektsart som beskrevs av Maldonado-capriles 1977. Parachunroides wandae ingår i släktet Parachunroides och familjen dvärgstritar. Inga underarter finns listade i Catalogue of Life.